# اما ایزاکسون
اما ایزاکسون (انگلیسی: Emma Isakson; ۱۴ آوریل ۱۸۸۰ – ۱۵ فوریهٔ ۱۹۵۲) ناشر، و فعال حق رأی اهل سوئد بود.
از سن ۱۷ سالگی، اما ایزاکسون در روزنامهٔ Norrbottens-Kuriren مشغول به کار شد؛ روزنامه‌ای که بعدها در سال ۱۹۴۵ سکان هدایت آن را به‌دست گرفت. او در کنار فعالیت رسانه‌ای، نقشی فعال در حوزهٔ حقوق زنان ایفا کرد و از همان آغاز قرن بیستم، به‌عنوان خزانه‌دار شاخهٔ لولئو از انجمن ملی حق رأی زنان (LKPR) برگزیده شد.
حضور فعال او در این انجمن و پشتیبانی رسانه‌ای از فعالیت‌های آن، باعث شد شاخهٔ لولئو بتواند بدون پرداخت هزینه، اخبار و اطلاعیه‌های خود را در Norrbottens-Kuriren منتشر کند. این پشتیبانی رسانه‌ای، نقش بزرگی در گسترش آگاهی عمومی دربارهٔ حق رأی زنان و مشارکت سیاسی آن‌ها در منطقه داشت. او نه‌تنها خزانه‌دار بود، بلکه بعدها به ریاست شاخهٔ لولئو رسید و در سازماندهی و هدایت فعالیت‌های حق رأی زنان در سراسر نورلاند نقشی مؤثر ایفا کرد.

## زندگی‌نامه
اما یوسفینا ایزاکسون در ۱۴ آوریل ۱۸۸۰ در لولئو به دنیا آمد. او دختر صاحب روزنامه نیلس پتر ایزاکسون (۱۸۳۹–۱۹۰۷) و همسرش فدریکا ویلهلمینا اریکسون (۱۸۴۳–۱۹۰۲) بود. اما هشتمین فرزند از نه فرزند این خانواده بود. او پس از تحصیل در مدرسه ابتدایی دخترانهٔ لولئو، در سن ۱۷ سالگی به‌همراه دو برادر بزرگ‌ترش کار در روزنامهٔ پدرش، Norrbottens-Kuriren را آغاز کرد. خانهٔ خانوادگی آن‌ها که در ساختمان بزرگی در لولئو قرار داشت، محل چاپ و دفتر روزنامه نیز بود و اما ایزاکسون تا پایان عمر در همان‌جا زندگی کرد.
در سال ۱۹۰۸، او به‌عنوان حسابدار روزنامه منصوب شد و در سال ۱۹۲۴ به عضویت هیئت‌مدیره آن درآمد. در سال ۱۹۴۵، پس از سال‌ها تلاش، به مقام مالک و سردبیر اصلی روزنامه رسید و عملاً سکان هدایت یکی از مهم‌ترین رسانه‌های منطقه را در دست گرفت.
او از جوانی به آرمان حقوق زنان باور داشت و در آغاز قرن بیستم، خزانه‌دار شاخهٔ لولئو از انجمن ملی حق رأی زنان (LKPR) شد؛ نقشی که به‌واسطهٔ آن تأثیر شایانی در سازماندهی فعالیت‌های جنبش حق رأی زنان در منطقه ایفا کرد. به لطف ارتباطش با روزنامه، این انجمن توانست اعلان فعالیت‌هایش را بدون پرداخت هزینه در Norrbottens-Kuriren منتشر کند.
اما ایزاکسون بعدها ریاست شاخهٔ محلی انجمن را برعهده گرفت و اقدامات گسترده‌ای را برای ترویج حق رأی زنان در سراسر نورلاند برنامه‌ریزی و اجرا کرد. او در جلسات عمومی سخنرانی می‌کرد، مقاله‌هایی دربارهٔ حقوق زنان و ضرورت مشارکت سیاسی آنان می‌نوشت، و شبکه‌ای از زنان فعال در سراسر منطقه ایجاد کرد. در مقاله‌ای ویژه در سال ۱۹۲۰ در سالگرد جنبش، سردبیر وقت روزنامه، ایوار فریک دربارهٔ او نوشت: «او روی پای خودش ایستاده و با چشم‌های خودش به دنیا نگاه می‌کرد. زنی سخت‌گیر، اما منصف بود.»
در کنار فعالیت‌های حرفه‌ای و اجتماعی، ایزاکسون زنی با اراده، دقیق و کوشا شناخته می‌شد. همکارانش او را فردی مسئول، منظم و الهام‌بخش می‌دانستند. او اغلب در سکوت کار می‌کرد، اما حضورش در تصمیم‌گیری‌ها و جهت‌دهی به روند روزنامه و فعالیت‌های اجتماعی محسوس بود. گرچه هرگز ازدواج نکرد و زندگی‌اش را وقف کار و خدمت به جامعه کرد، اما حلقهٔ گسترده‌ای از دوستان، همکاران و فعالان اجتماعی را پیرامون خود داشت که با احترام از او یاد می‌کردند.
او همچنین از معدود زنانی بود که در نیمه اول قرن بیستم، هم در عرصه رسانه‌ای و هم در جنبش زنان نقشی کلیدی داشت. فعالیت‌هایش در تقویت جایگاه زنان در جامعه سوئد، الهام‌بخش نسل‌های بعدی روزنامه‌نگاران و فعالان حقوق زنان شد.
اما ایزاکسون در ۱۵ فوریه ۱۹۵۲ در لولئو درگذشت. میراث او در قالب مشارکت‌هایش در پیشبرد برابری جنسیتی، رشد رسانه‌های محلی، و تأثیرگذاری در جنبش حق رأی زنان در سوئد برجای مانده است. خانهٔ محل زندگی او که زمانی دفتر روزنامه هم بود، اکنون به‌عنوان نمادی از تلاش‌های زنان پیشرو سوئدی شناخته می‌شود.